# Sundhausen (Nordhausen)

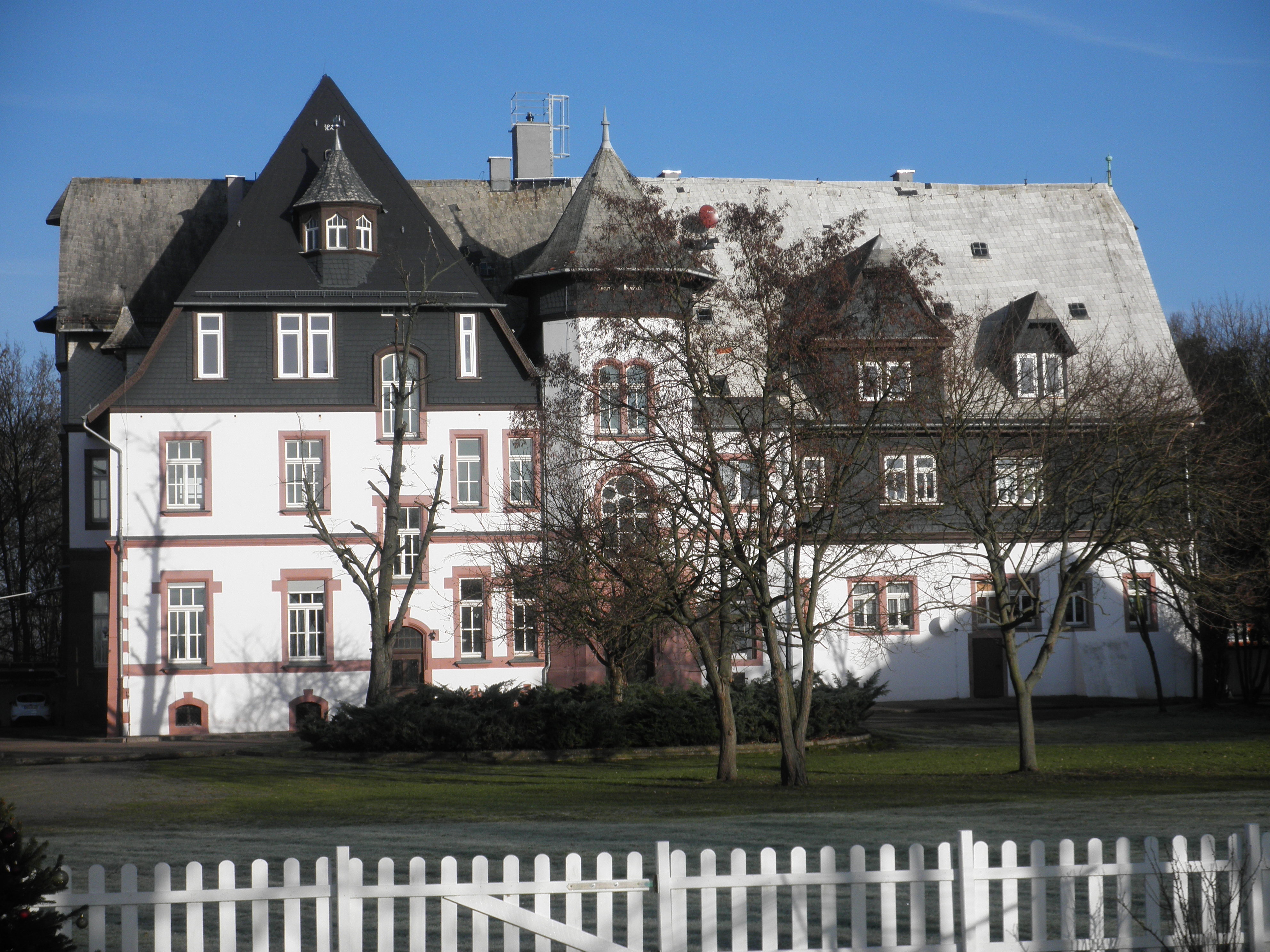
Früheres Rittergut Carlsburg in Sundhausen

Sundhausen ist ein südöstlicher Ortsteil der Stadt Nordhausen in Thüringen mit 1.200 Einwohnern.

## Lage
Der Ort liegt beiderseits der Helme, südöstlich an die Kernstadt Nordhausen angrenzend, mit welcher er mittlerweile lose verwachsen ist. Die Gemarkung des Ortsteils befindet sich in der Helmemiederung und im Übergang zum Höhenzug der Windleite.

## Geschichte
Sundhausen wurde am 31. Januar 983 erstmals urkundlich erwähnt.
Eine kleine mittelalterliche Niederungsburg stand an der Stelle des jetzigen Herrenhauses. Die Burg war Sitz der Reichsministerialen von Sundhausen. Die Mehrzahl der Wirtschaftsgebäude bildeten den Bereich einer Vorburg. Spärliche Reste der einstigen Befestigung sind noch erkennbar. Etwa einen Kilometer westlich des Orts befindet sich der Kesselberg, eine markante Erhebung am Rande der Helmeniederung. Von dort stammen archäologische Funde aus verschiedenen Perioden der Jungsteinzeit und des frühen Mittelalters. Ein nachgewiesener Wall, der den spornartigen Geländerücken schützte, stammt aus der Urnenfelderzeit.
Anstelle eines sehr alten Vorgängerbaus wurde 1785 bis 1800 die jetzige St.-Laurentius-Kirche einschließlich eines neuen Turms gebaut. Neben der Kirche errichtete man 1923 aus einem Harzer Granitblock ein Kriegerdenkmal für die 40 gefallenen und vermissten Teilnehmer am Ersten Weltkrieg aus dem Ort. 1945 musste das Eiserne Kreuz entfernt werden; das Denkmal verfiel zur DDR-Zeit.
Nordwestlich des Ortes wurde 1917 ein Flugplatz errichtet, der 1935 zum Fliegerhorst Nordhausen ausgebaut und bis 1945 genutzt wurde.
Am 3. und 4. April 1945 wurde das benachbarte Nordhausen durch die Royal Air Force zerstört. Einige Tage später wurde es durch US-Truppen besetzt, die Anfang Juli durch die Rote Armee abgelöst wurden. So wurde auch Sundhausen Teil der SBZ und ab 1949 der DDR. Es war entsprechend von Enteignungen und Zwangskollektivierung der Landwirtschaft betroffen.
Das Carlsburg genannte Herrenhaus, das Verwaltungsgebäude und ein Teil der Wirtschaftsgebäude des früheren Rittergutes (ehemaliges Schreibersches Gut) sind erhalten. Insgesamt gab es sechs Güter in Sundhausen.
In der Umgebung der Ortschaft wurden nach dem Krieg im Talgrund der Helme Kiese und Sande für den Bedarf der regionalen Bauindustrie abgebaut. Zurück blieben der Sundhäuser See und weitere Baggerseen, die heute u. a. als Tauchgewässer genutzt werden, erschlossen durch zwei Tauchbasen. So kann von Tauchern neben mehreren Wracks u. a. die Unterwasserstadt Nordhusia mit Deutschlands erster Unterwasserkirche besucht werden.
In einem weiten Bogen führt die BAB 38 im Süden um den Ort herum.

## Politik
Der Sundhäuser Ortsteilrat besteht aus acht Mitgliedern.
Seit 2014 ist der parteilose Peter Grunwald ehrenamtlicher Ortsteilbürgermeister von Sundhausen. Er kandidierte, da sein Amtsvorgänger Hein Peter nicht erneut zur Wahl antrat. Zuletzt wurde er 2024 mit 92,3 Prozent der Stimmen im Amt bestätigt.

## Infrastruktur
Südlich des Orts verläuft die Bundesautobahn 38 mit der Anschlussstelle Nordhausen, westlich verläuft die Bundesstraße 4 von Nordhausen nach Erfurt. Die Buslinie 20 verbindet den Ortsteil etwa stündlich mit Nordhausen sowie den Nachbarorten Uthleben, Heringen/Helme, Auleben und Görsbach. Die Buslinie 291 bedient zusätzlich den Schülerverkehr.
Südlich des Orts wurde 2022 ein exponiertes Areal als einer von 16 möglichen Standorten zur Nutzung durch einen Solarpark ausgewiesen. Dieser soll 78 Hektar groß sein und einen großen Teil der Fläche zwischen Ort und Autobahn einnehmen, welche derzeit vorrangig aus Äckern besteht. Der Ortsteilrat sprach sich 2024 gegen das Vorhaben aus und verwies auf die Notwendigkeit eines neuen Umspannwerks sowie die Möglichkeit stattdessen Dachflächen zu nutzen. Die Stadtverwaltung argumentiert mit der exponierten Lage nahe der Autobahn und rechnet mit einer jährlichen Gewinnbeteiligung von 160.000 Euro.

## Söhne und Töchter der Gemeinde
- Hugo Haase (1902–1966), Hydrologe